# 石玉
石玉（1436年—1498年），字大器。真定藁城人，明朝官員。天順甲申進士，官至山東按察使。

## 生平
石玉於明英宗天順八年（1464年）考中三甲進士。歷任廣東道監察御史、山西按察司僉事。成化十五年任山西按察司副使，二十一年，山西大饑，協同刑部左侍郎何喬新從事賑濟災民，災民所活甚眾，二十二年升為山西按察使。曾官山東按察使，任內發奸摘伏，平反冤案，為人稱道，李東陽稱其居官“以儉自律”而“不少變”。

## 家族
子石玠、石珤於成化年間中同榜進士，石玠官至戶部尚書，石珤官至禮部尚書文淵閣大學士。

## 外面連結
- 石姓历代名人谱（金、元、明）